# Johann Adam Riediger
Johann Adam Riediger (Johann Adam Rüdiger) (* 6. Januar 1680 vermutlich im Bistum Würzburg; † 13. November 1756 in Bayreuth; heimatberechtigt in Kehrsatz, Kanton Bern) war ein Mathematiker, Geodät, Kartograph und Ingenieurhauptmann.

## Leben und Werk

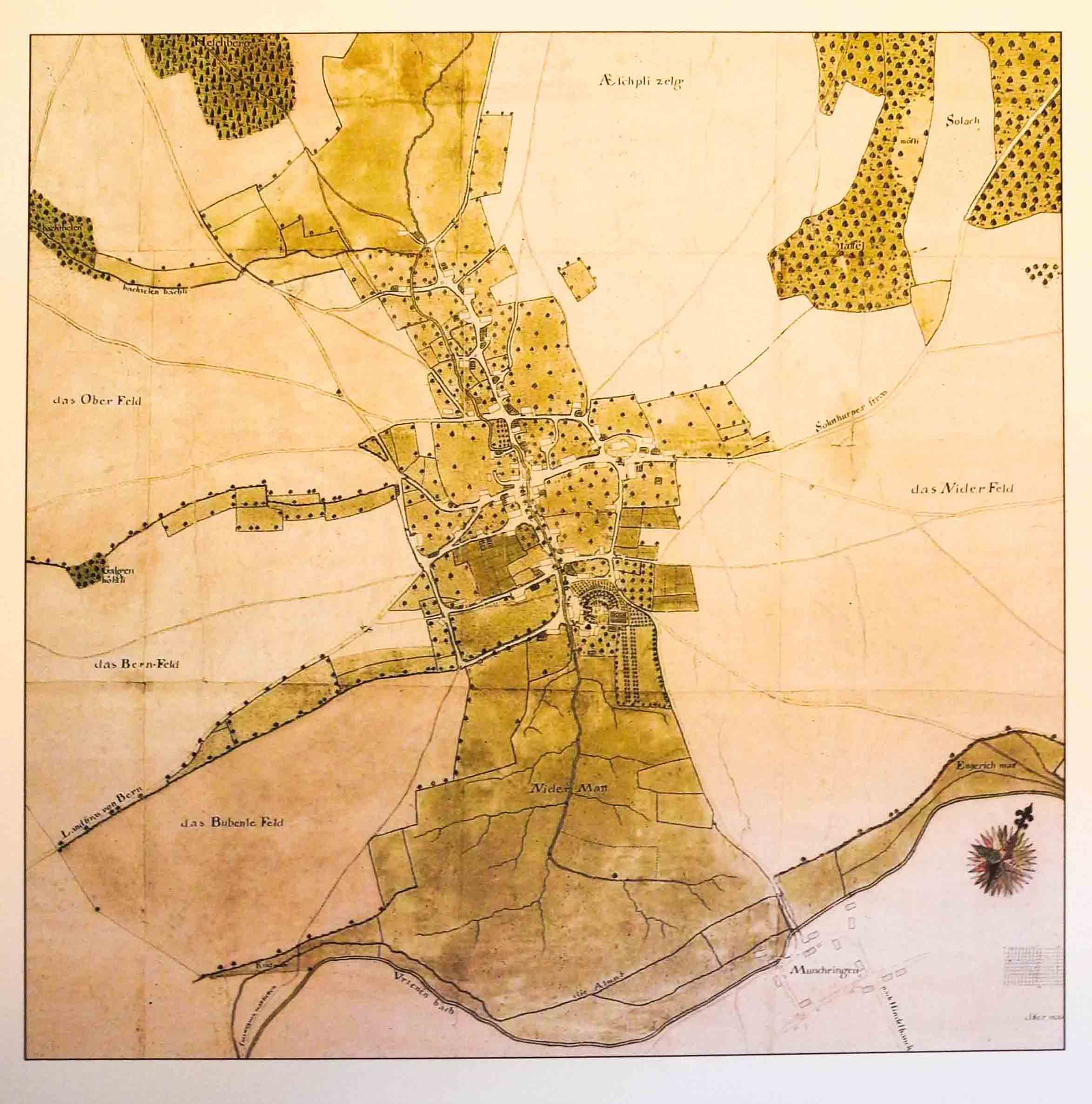
Johann Adam Riediger, Jegenstorf (1719)

Riediger wurde vermutlich von katholischen Eltern im Bistum Würzburg geboren. Er studierte ab 1700 am Jesuitenkolleg in Paris Latein und Mathematik und nahm 1703 an den Feldzügen des Generals Johann Franz Graf von Gronsfeld teil. Später hielt sich Riediger zu seiner weiteren Ausbildung längere Zeit in Frankreich und Italien auf und erwarb breite Kenntnisse auf dem Gebiet des Ingenieurwesens. 1703 weilte er in Ungarn und nahm als Genieoffizier an verschiedenen Feldzügen unter Franz II. Rákóczi teil.
1711 heiratete Riediger Sophia, geborene Giger. Sie war die Tochter des Wachtmeisters Joss aus Glarus. Das Ehepaar lebte in Zürich, wo Riediger als Feldmesser und Privatlehrer der mathematischen und technischen Wissenschaften unterrichtete. In Zürich entstand eine enge Freundschaft zwischen Riediger und Johann Jacob Scheuchzer und dessen Bruder Johannes Scheuchzer. Mit diesem nahm er als Feldingenieur am Toggenburgerkrieg teil.
Riediger liess sich 1717/1718 dauerhaft in Kehrsatz bei Bern nieder und erhielt bald darauf das Bürgerrecht von Kehrsatz. Im Auftrag der bernischen Behörden und als Privater führte Riediger Vermessungsarbeiten in Bern durch. So hielt er 1734 auf einem der ältesten überlieferten Pläne den Verlauf der bestehenden Strassen durch das Gürbetal fest, und zwar «bei Anlass vorhabender Verbesserung oder jenseits der Gürbe neu zu machender Landstrasse». In seiner Freizeit fertigte er zudem zahlreiche Erd- und Himmelsgloben an.
Als die Berner Regierung sich gegen eine Festanstellung Riedigers aussprach, nahm Riediger 1736 den Ruf von Herzog Carl Alexander nach Stuttgart an. Dort wirkte er als Ingenieurhauptmann und unterrichtete später die drei Söhne seines Herrn in den militärischen Wissenschaften. Die Launen des jungen Herzogs Carl Eugen bewogen Riediger 1743, der Einladung von Markgraf Friedrich Ernst von Brandenburg-Kulmbach zu folgen und als Ingenieurhauptmann nach Bayreuth zu übersiedeln. 
Riediger erhielt den Auftrag, das ganze Fürstentum zu vermessen und eine genaue Karte zu entwerfen. In mehrjähriger Arbeit nahm er zunächst das Oberland mit den Städten Bayreuth, Kulmbach, Hof und Wunsiedel auf. Die Karte liess er durch den kaiserlichen Geographen Matthäus Seutter in Kupfer stechen und unter dem Titel Tabulae Principatus Brandenburgico-Culmbacensis sive Baruthini pars superior in Augsburg veröffentlichen. Dann ging Riediger an die Mappierung des Unterlandes, doch kam er damit nicht zu Ende, denn mitten in der Arbeit erkrankte er und starb.
Die Entwürfe aus dem Nachlass von Riediger gingen in den Besitz Matthäus Seutters über, der nach ihnen mit Hilfe anderer Quellen eine zweite Karte mit gleichlautendem Titel, nur mit der abweichenden Bezeichnung pars inferior herausgab. Beide Blätter wurden später von Seutters Erben Tobias Conrad Lotter in Augsburg wiederholt aufgelegt.